# Thành phố đô thị của Ý

Các đô thị của Ý.

Đô thị (tiếng Ý: città metropolitana) là một đơn vị hành chính của Ý, hoạt động từ năm 2015. Đô thị được định nghĩa theo luật là bao gồm một thành phố lõi cỡ lớn, và các thị trấn nhỏ hơn nằm xung quanh có liên kết mật thiết với các thành phố lõi về các hoạt động kinh tế và dịch vụ công thiết yếu, cũng như các quan hệ văn hoá và đặc điểm lãnh thổ.
Một đạo luật vào năm 1990 xác định các đô thị là các comune Torino, Milano, Venezia, Genova, Bologna, Firenze, Roma, Bari, Napoli và ngoại vi tương ứng. Năm 2009, sửa đổi đưa thêm Reggio Calabria vào danh sách. Ngày 3 tháng 4 năm 2014, Nghị viện Ý phê chuẩn một luật về thành lập mười đô thị tại Ý, ngoại trừ tại các vùng tự trị. Các đô thị này hoạt động từ ngày 1 tháng 1 năm 2015.
Đô thị gồm có các khu tự quản (comuni) trước đây thuộc cùng một tỉnh. Mỗi đô thị do một thị trưởng vùng đô thị (sindaco metropolitano) lãnh đạo với giúp đỡ của hội đồng vùng đô thị (consiglio metropolitano), và hội nghị vùng đô thị (conferenza metropolitana). Các chức năng chính được phân quyền cho các đô thị mới là quy hoạch và khoanh vùng địa phương, cung cấp dịch vụ cảnh sát địa phương, điều chỉnh các dịch vụ giao thông và thành thị.
| Đô thị          | Diện tích (km²) | Dân số    | Mật độ (người/km²) | Ngày thành lập |
| --------------- | --------------- | --------- | ------------------ | -------------- |
| Roma            | 5.352           | 4.336.915 | 810                | 3/4/2014       |
| Milano          | 1.575           | 3.190.340 | 2.026              | 3/4/2014       |
| Napoli          | 1.171           | 3.128.702 | 2.672              | 3/4/2014       |
| Torino          | 6.829           | 2.293.340 | 336                | 3/4/2014       |
| Palermo         | 5,009           | 1,276,525 | 255                | 4/8/2015       |
| Bari            | 3,821           | 1.251.004 | 327                | 3/4/2014       |
| Catania         | 3.574           | 1.116.168 | 312                | 4/8/2015       |
| Firenze         | 3.514           | 1.007.435 | 287                | 3/4/2014       |
| Bologna         | 3.702           | 1.005.831 | 271                | 3/4/2014       |
| Genova          | 1.839           | 864.008   | 470                | 3/4/2014       |
| Venezia         | 2.462           | 858.455   | 349                | 3/4/2014       |
| Messina         | 3,266           | 647,477   | 198                | 4/8/2015       |
| Reggio Calabria | 3.183           | 558.959   | 176                | 3/4/2014       |
| Cagliari        | 1.248           | 431.302   | 346                | 4/2/2016       |